# Gösta Johanssons varv
Gösta Johanssons varv var ett träbåtsvarv i Kungsviken på Orust. Det ligger på östra sidan av viken. 
Varvet slogs igen efter det att Gösta Johansson dog 1993. Byggnaderna står kvar och förvaltas av den 2005 bildade Kulturföreningen Gösta Johanssons varv som ett museum. Föreningen sköter också fiskebåten Polstjernan, som byggdes av Gösta Johanssons far Julius Johansson.
Kungsviken har varit ett centrum för båtbyggeriet på Orust och är en av kulturmiljöerna i Orusts kulturmiljövårdsprogram. Gösta Johanssons varv är den enda kvarvarande varvsmiljön nere vid vattnet idag, och har bibehållits i stort sett oförändrad. Varvsanläggningen betraktas därför som särskilt kulturhistoriskt värdefull. Under hösten 2000 samt senvåren-sommaren 2001 utförde fastighetsägaren med bidrag från länsstyrelsen i Västra Götalands län reparationsarbeten för att säkerställa huvudbyggnadens fortlevnad.
Riksantikvarieämbetet beviljade 2022 Kulturföreningen Gösta Johanssons varv ett bidrag om 500.000 kronor till kulturarvsarbete. Bidraget var ett viktigt komplement till föreningens tidigare insamlade medel, som möjliggjorde det för ändamålet bildade Gösta Johanssons Varv AB:s förvärv av fastigheten Brattås 1:21 från den tidigare ägaren, en släkting till Gösta Johansson. Kulturföreningen är majoritetsägare i bolaget.

## Historik
Gösta Johansson grundade 1947 varvet Kungsvikens Jakt- och Motorbåtsvarv efter att sedan 1932 byggt båtar i Brattås i närheten.  Varvet består av tre träbyggnader varav den största är själva varvsbyggnaden. Ett sliphus och ett hus som innehåller en blocksåg tillhör också anläggningen. Fasaden på alla byggnader är ljusgrönmålad locklistpanel och taken täcks av eternitplattor. Gösta Johansson bröt alltid själv fram den ljusgröna kulören med hjälp av vit basfärg och grön brytfärg.
Varvet byggde huvudsakligen fritidsbåtar och mindre bruksbåtar som jullar och ekor. Åren 1943–1945 byggdes femtiosju Långedragsjullar. Gösta Johansson bedrev verksamheten fram till 1974. Som mest var det på 1950-talet nio anställda, och då hade varvet mycket säsongsarbete med att iordningställa vinterförvarade båtar. Han fortsatte efter pensionen att själv bygga båtar i sitt varv och sjösatte sin sista båt 1984.

## Båtar byggda på Gösta Johanssons varv i urval
- 1948 Hamnfärjan II

## Bildgalleri

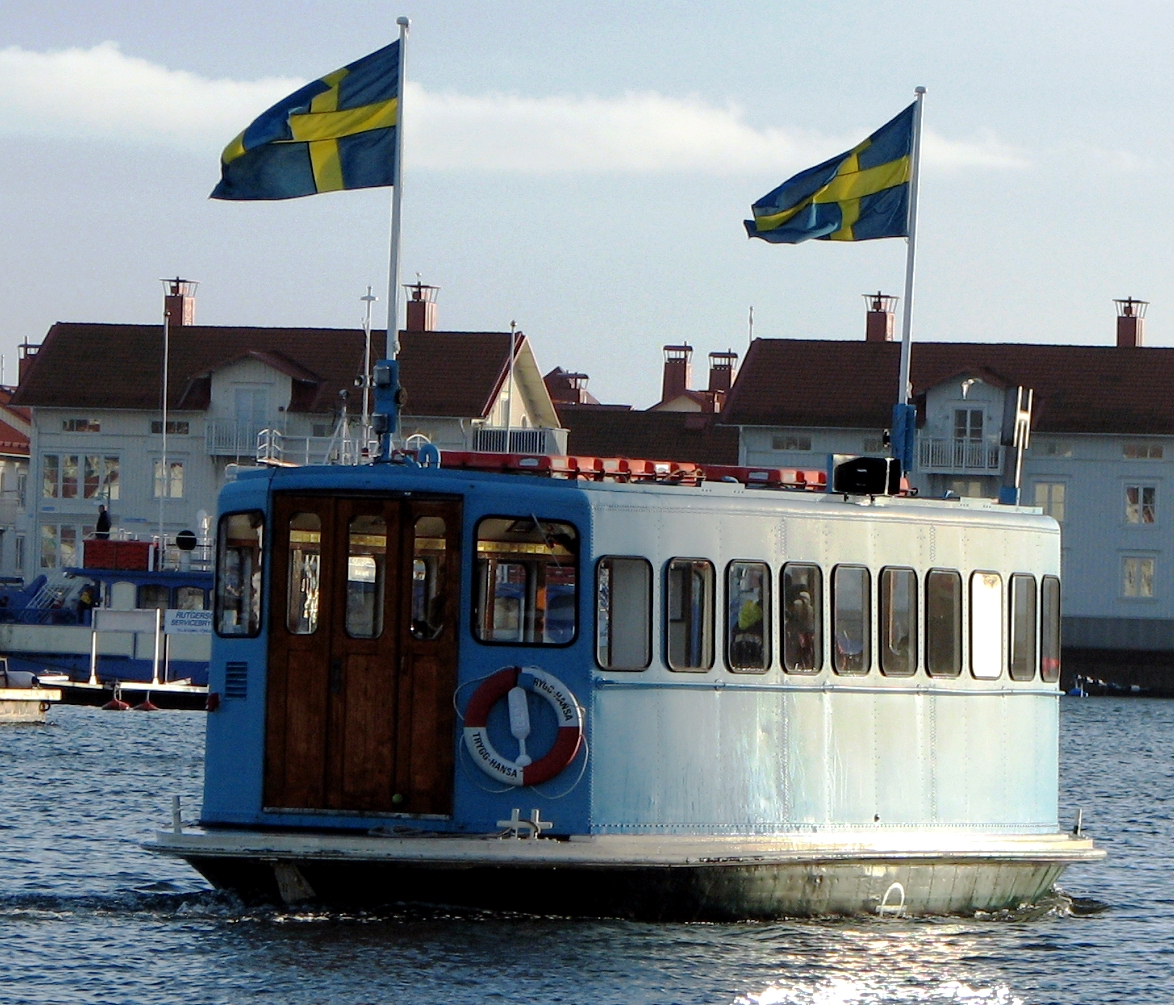
Hamnfärjan II.
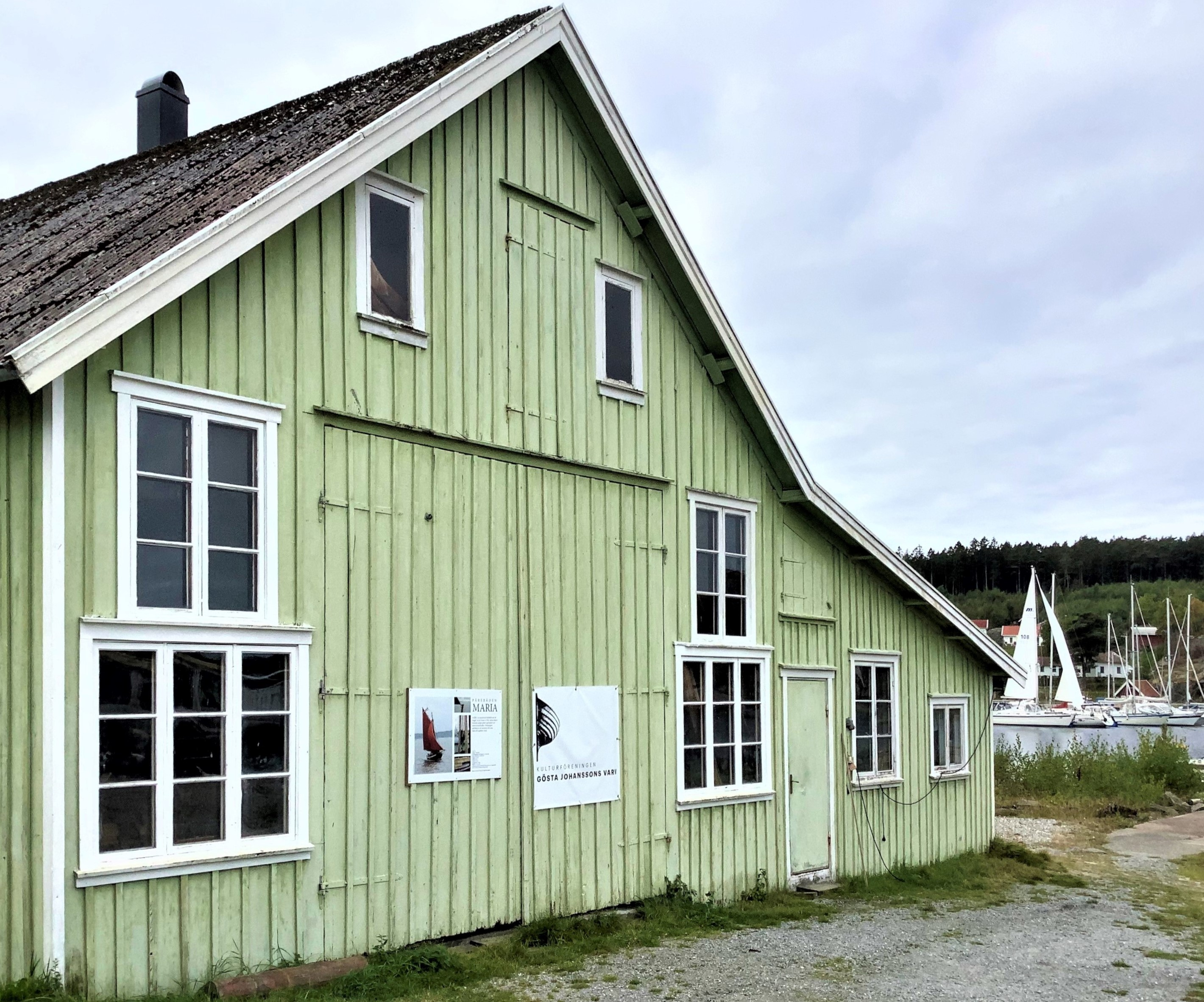
Portarna till varvsbyggnaden.
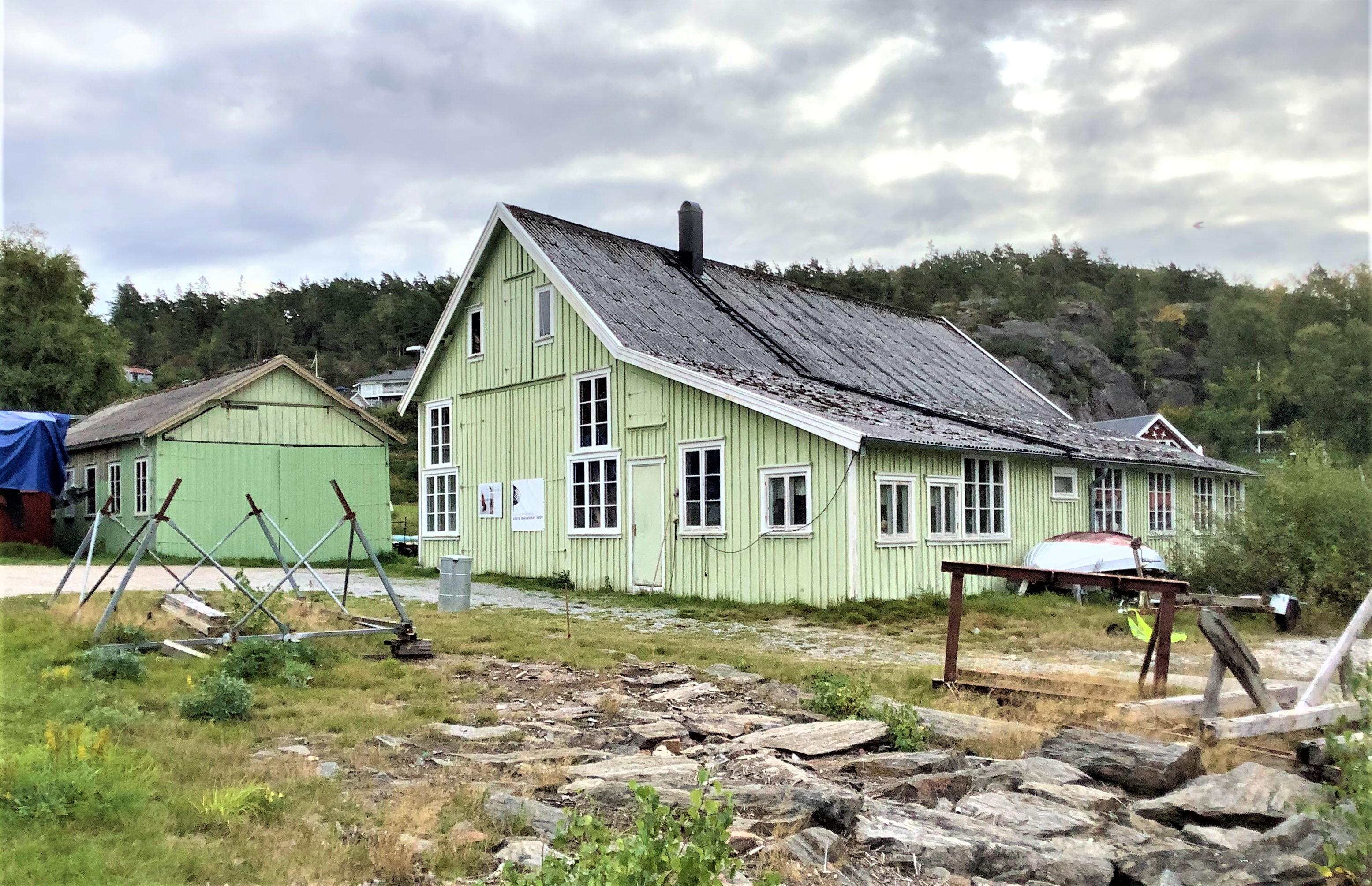
Varvsbyggnaden med sliphuset åt vänster.

Vy mot Kungsvikens östra strand med Gösta Johanssons varv åt vänster.